# Red & Anarchist Skin Heads
Red & Anarchist Skin Heads (Cabezas Rapadas Rojos y Anarquistas) también conocido por su acrónimo: RASH, el cual asimismo es un término inglés que puede significar "sarpullido", "temerario" o "impulsivo", es un movimiento de grupos de skinheads de ideas políticas y sociales de izquierda. Generalmente se le asocia a la militancia de grupos de extrema izquierda antifascistas, lo que ha llegado a causar enfrentamientos violentos contra las facciones políticas del movimiento skin de ideología fascista.
En España, se tiene constancia de la presencia de secciones de RASH en ciudades como Madrid o León.

## Manifiesto y objetivos[2][3]
RASH se compromete a
1. La organización RASH reúne a los skinheads anarquistas, socialistas, comunistas y antifascistas en general, superando las divergencias políticas que puedan haber, para combatir el enemigo común: "skins neonazis".
2. RASH reconoce el espíritu del 69, e incluye también rudeboys, rudegirls.
3. Mantener la autonomía frente a cualquier partido u organización; aunque se simpatice y se mantengan relaciones fraternales con los partidos políticos de ideología socialista y antifascista.
4. Autogestión como método de financiación , eventos propios.
5. Cooperación con todas las organizaciones proletarias y antifascistas.

RASH apoya
1. La lucha por cualquier medio para la destrucción de la cultura skinhead DE DERECHAS: medios de comunicación de la burguesía, educación alienante, organizaciones fascistas...
2. Boicot a la venta de propaganda fascista y a sus actos públicos.
3. Solidaridad real y defensa de las víctimas de las agresiones nazis: inmigrantes, proletarios, militantes antifascistas, homosexuales,lesbianas,negros e indios ...
4. Organización y lucha contra los enemigos de la Clase Proletaria .
5. Organización y resistencia contra la violencia policial.
6. Organización de centros sociales autogestionados en áreas okupas.
7. Actividades culturales propias e independientes: fanzines, conciertos, libros, teatro, cine, pintura, radios...
8. Sindicalización de los proletarios y trabajadores en general.